# Sīā Sarān-e Pā'īn
Sīā Sarān-e Pā'īn (persiska: سيا سَرانِ سُفلَى, سيا سران پائين, سِياه سَرانِ سُفلَى, سياه سَرَ, Sīā Sarān-e Soflá, Sīā Sarān-e Pā’īn) är en ort i Iran.   Den ligger i provinsen Kurdistan, i den nordvästra delen av landet, 400 km väster om huvudstaden Teheran. Sīā Sarān-e Pā'īn ligger 1 800 meter över havet och antalet invånare är 238.
Terrängen runt Sīā Sarān-e Pā'īn är kuperad åt nordväst, men åt sydost är den platt. Sīā Sarān-e Pā'īn ligger nere i en dal. Runt Sīā Sarān-e Pā'īn är det ganska tätbefolkat, med 58 invånare per kvadratkilometer. Närmaste större samhälle är Ālī Pīnak, 18,4 km söder om Sīā Sarān-e Pā'īn. Trakten runt Sīā Sarān-e Pā'īn består i huvudsak av gräsmarker.